# M10003–M10006
A M10003–M10006 egy B-B+B-B tengelyelrendezésű áramvonalas dízelmozdony-sorozat volt, melyet az amerikai General Motors Electro-Motive Division gyártott. A mozdonyból összesen négy db-ot gyártottak 1936-ban.